# النقيل (بلاد الروس)

تعديل مصدري - تعديل

النقيل هي إحدى قرى عزلة ربع العبس بمديرية بلاد الروس التابعة لمحافظة صنعاء، بلغ تعداد سكانها 978 نسمة حسب تعداد اليمن لعام 2004.